# أنور إسماعيل (أكاديمي)
أنور إسماعيل (14 يونيو 1979 - ) هو مساعد وزير التعليم العالي والبحث العلمي للمشروعات القومية في مصر في حكومة مصطفى مدبولي، والمعاون السابق لوزير الإسكان والمرافق والمجتمعات العمرانية لشئون المرافق في حكومتي إبراهيم محلب وشريف إسماعيل.

## الخلفية العلمية
تخرج إسماعيل من جامعة حلوان عام 2001 حاصلا على بكالوريوس الهندسة المدنية، ثم حصل على شهادة الماجستير في هندسة الإنشاءات من جامعة حلوان عام 2006، ودكتوراه الفلسفة في هندسة الإنشاءات من جامعة عين شمس عام 2011، كما حصل على ماجستير إدارة الأعمال من الجامعة الأهلية الفرنسية في مصر وجامعة إسلسكا مصر ضمن البرنامج التدريبي للقيادات الوسطى والعليا بالجهاز الإداري الحكومي المصري عام 2017، وحصل على شهادة محترف إدارة المشاريع من معهد إدارة المشاريع الأمريكي عام 2018، وهو عضو البرنامج الرئاسي لتأهيل التنفيذيين للقيادة بالأكاديمية الوطنية للتدريب التابعة لرئاسة الجمهورية عام 2019.

## العمل الحكومي
في مارس 2015 قرر إبراهيم محلب رئيس مجلس وزراء مصر تمكين الشباب بتعيينهم في المناصب القيادية التنفيذية بالدولة بعد إجراء الاختبارات اللازمة، وتم الاستقرار على تعيين أنور محمود إسماعيل كمعاون لوزير الإسكان والمرافق والمجتمعات العمرانية من الشباب، وكان عمره حينها 35 عاما فقط. وكان مسؤولاً عن متابعة تنفيذ المشروعات الجارية لمد خدمات مياه الشرب والصرف الصحي في قرى ومحافظات مصر.
في مارس 2020 تم إصدار قرار بندب الدكتور أنور إسماعيل مساعدا لوزير التعليم العالي والبحث العلمي لشؤون المشروعات القومية في مصر.

## عضوية اللجان العلمية
- عضو  الكود المصري لتصميم وتنفيذ المنشات الخرسانية
- عضو  الكود المصري لإدارة المشروعات
- عضو  الكود المصري لتشغيل وصيانة المباني العامة والأثرية
- عضو اللجنة الفرعية للمواد بالكود المصري للبناء بالتربة.
- عضو اللجنة الفرعية لإعداد مواصفات الخرسانة عالية المقاومة.
- عضو اللجنة الفرعية لاختبارات الخرسانة المتصلدة بدليل الاختبارات للكود المصري لتصميم وتنفيذ المنشآت الخرسانية.

## الخبرات الوظيفية
- مستشار البحوث والتطوير في الأكاديمية الوطنية للتدريب (سبتمبر 2018 - أكتوبر 2019).
- أستاذ باحث مساعد بالمركز القومي لبحوث الإسكان والبناء المصري. (منذ أكتوبر 2016)[8]
- رئيس قسم العلوم الأساسية الهندسية سابقا بمدينة الثقافة والعلوم. (2018 - 2019).[11]
- أستاذ باحث مساعد لبعض الوقت بجامعة إسلسكا مصر[4] وجامعة حلوان والمعهد التكنولوجي العالي.
- ممثل وزارة الاسكان المصرية في اللجنة المشتركة المصرية الروسية.
- عضو اللجنة المشتركة المصرية المجرية للتعاون في مجال المرافق.